# Бєлогор'є (місто Благовєщенськ)
Білогор'я (рос. Белогорье) — село, підпорядковане місту Благовєщенську Амурської області Російської Федерації. Розташоване на території українського історичного та етнічного краю Зелений Клин.
Входить до складу муніципального утворення Міський округ місто Благовєщенськ. Населення становить 2795 осіб (2018).

## Населення
| 2002  | 2010  | 2012  | 2013  | 2014  | 2015  | 2016  |
| ----- | ----- | ----- | ----- | ----- | ----- | ----- |
| 2887  | ↗2893 | ↘2859 | ↘2828 | ↗2836 | ↘2833 | ↗2835 |
| 2017  | 2018  |       |       |       |       |       |
| ↘2806 | ↘2795 |       |       |       |       |       |